# CP-1414S
Il CP-1414S è uno psicofarmaco appartenente alla categoria delle benzodiazepine; esso è un farmaco sperimentale realizzato per la prima volta da un team in Germania. CP-1414S è una 1,5-benzodiazepina, con gli atomi di azoto situati nelle posizioni 1 e 5 dell'anello diazepinico, e quindi è più strettamente correlata ad altre 1,5-benzodiazepine come il clobazam.
Il CP-1414S ha principalmente effetti ansiolitici e anticonvulsivanti.
La sua potenza è approssimativamente analoga a quella del clobazam, ma con una sedazione più pronunciata.